# Parc national de Bourabay
Le parc national naturel de « Bourabay » (en kazakh : « Бураба́й » мемлекетті́к ұлтты́қ табиғи́ паркі́) se trouve dans la subdivision administrative de Bourabay de l'Oblys d'Aqmola au Kazakhstan.
Le parc fait partie du domaine de compétence du président de la République du Kazakhstan.
Dans la zone protégée du parc national, les activités économiques et de loisir sont interdites; le parc est soumis au régime des réserves naturelles.

## Historique
Le premier pas vers la protection de cet espace naturel a été l'établissement de la Forêt d’État en 1898. En 1920, Bourabay a été nationalisé et déclaré station thermale d'importance nationale. En 1935, la « Réserve nationale naturelle de Bourabay » a été organisée. En 1951, la réserve naturelle a été liquidée ; à sa place, la foresterie de Bourabay a été instituée. La résolution gouvernementale N° 787 du 6 mai 1997 transforme la foresterie de Bourabay en « Complexe naturel et de bien-être forestier de "Bourabay" », géré par l’État. En 2000, la résolution N° 1246 du 12 août crée le « Parc national naturel de "Bourabay" », qui comprend une superficie de 83 511 hectares, dont 47 600 hectares de forêts. En 2010, la surface du parc a été élargie à 129 935 hectares. En 2012, 370 hectares ont été convertis en terres de réserve.

## Légende
Plusieurs légendes évoquent Bourabay. L'une d'elles explique que le Créateur n'avait laissé aux nomades du Kazakhstan que des steppes arides. Se sentant lésés, les Kazakhs s'adressèrent à Dieu, qui rassembla ce qui restait de montagnes, de forêts, de lacs et de rivières, et les lança vers les steppes. Ainsi naquit Bourabay, qu'on surnomme " la perle du Kazakhstan ". 

## Flore et faune
Le parc recense 757 espèces de plantes, dont 119 devraient être protégées, et 12 sont inscrites au Livre Rouge. La forêt compte 65 % de pins, 31 % de bouleaux, 3 % de trembles et 1 % d'arbrisseaux.
Grâce à la diversité de la flore, la faune est très abondante : on y trouve 305 espèces d'animaux, ce qui représente 36 % de la faune du Kazakhstan, et dont 40 % vivent à la limite de leur habitat, et 13 espèces sont inscrites au Livre Rouge.
La faune de Bourabay est beaucoup plus riche que celle des steppes environnantes. Elle mélange des espèces des steppes, des forêts et des montagnes. On y rencontre des espèces européennes comme de Sibérie, du Sud comme du Nord.
Actuellement, les forêts de Bourabay abritent des cervidae, des élans, des sangliers, des chevreuils, des écureuils, des hermines, des belettes, des martres des pins. Parmi les prédateurs, on peut croiser des loups et des lynx. Dans les steppes et les steppes boisées, on rencontre souvent des renards, des renards corsars, des belettes et des lièvres d'Europe et variables, ainsi que des blaireaux dans les forêts.
Les oiseaux sont très variés : garrots à œil d'or, canards colvert, canards chipeau, canards pilets, anas, tadornes casarca, charadriidae, vanneaux huppés, chevaliers guignette, chevaliers cul-blanc. Les palmipèdes sont massivement présents en automne sur les lacs, au temps des migrations.
Dans les forêts de pins de pierres sèches, et le long des forêts, des steppes boisées de bouleaux, on rencontre la perdrix grise et le grand tétras.

## Liens externes

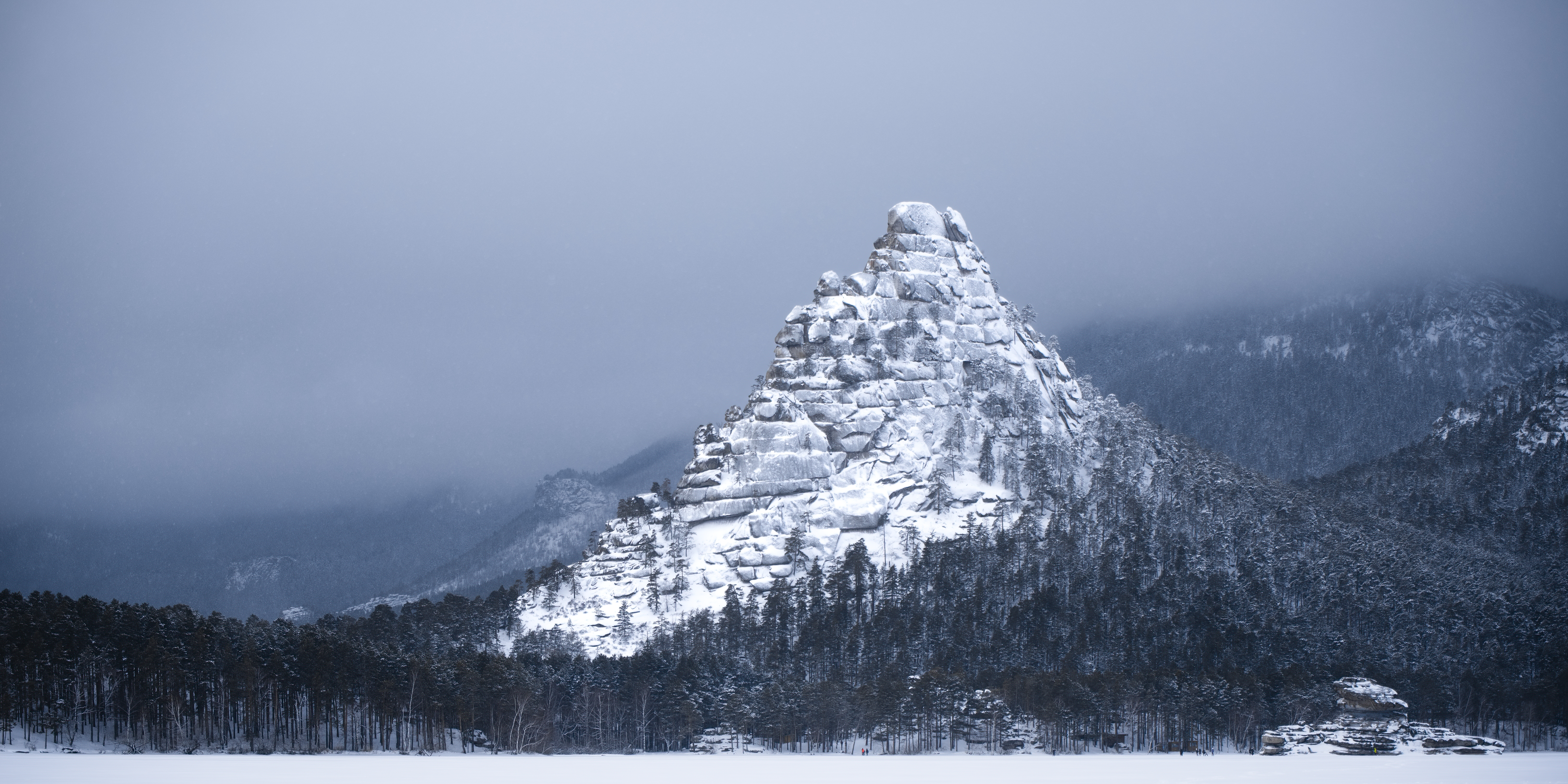
Hiver pour un piton rocheux qui dépasse de la forêt dans les montagnes Kokshetau au parc national de Bourabay.